# Antonina Gurycka

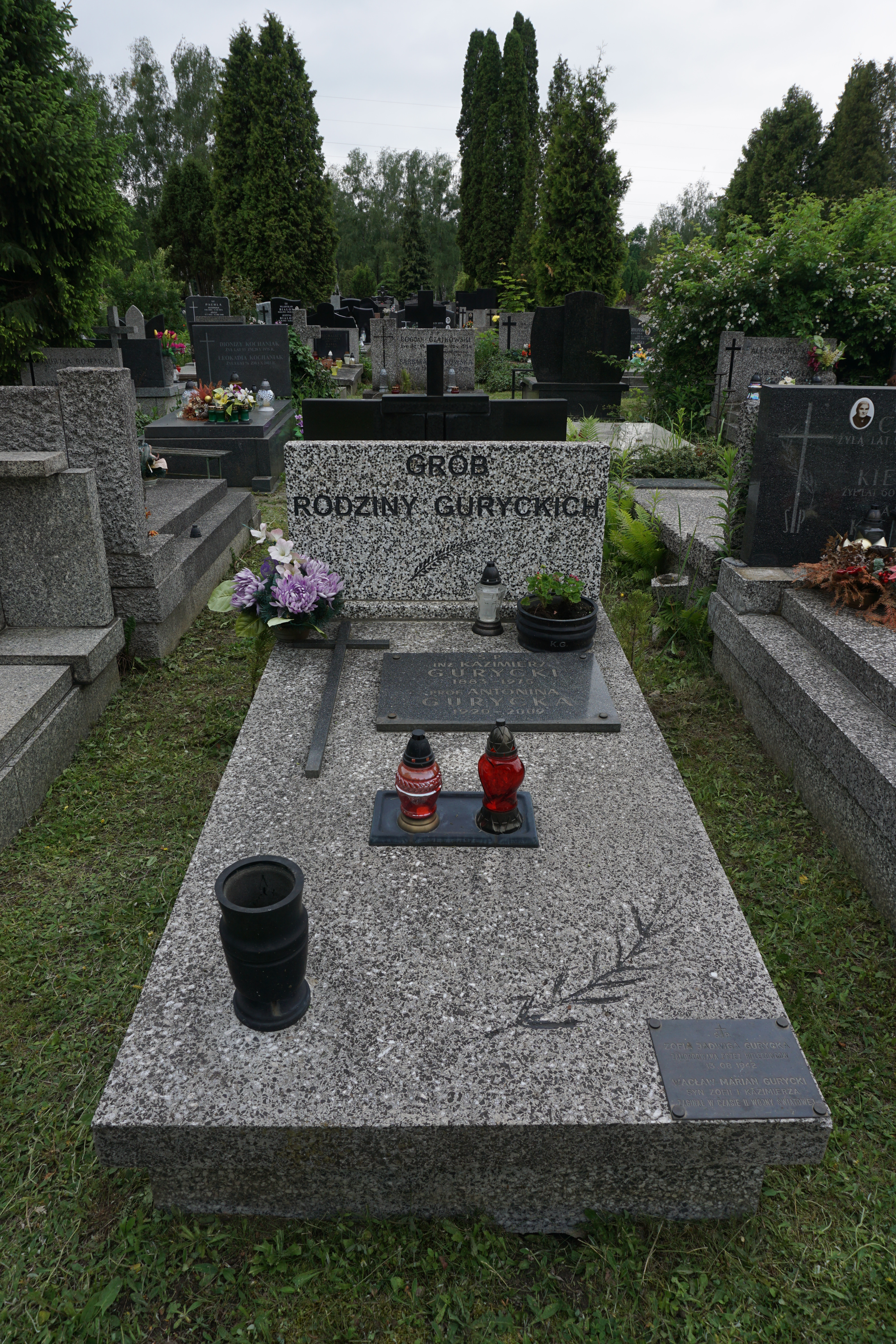
Grób Antoniny Guryckiej na cmentarzu komunalnym Północnym

Antonina Wanda Gurycka (ur. 15 kwietnia 1920 w Warszawie, zm. 13 lipca 2009) – profesor psychologii, instruktorka Związku Harcerstwa Polskiego, harcmistrzyni.

## Życiorys
Po ukończeniu gimnazjum rozpoczęła w 1938 studia psychologiczne na Uniwersytecie Warszawskim i została drużynową jednej z warszawskich żeńskich drużyn harcerskich.
W czasie wojny brała udział w tajnych kompletach z zakresu psychologii. Działała w konspiracyjnym harcerstwie – do 1942 była drużynową, a w latach 1942–1944 hufcową Hufca Ochota. Jako harcerka Szarych Szeregów prowadziła działalność opiekuńczo-wychowawczą dla dzieci osieroconych, douczanie dzieci, pracowała w Poradni dla nieletnich „Patronat” kierowanej przez dr Marię Żebrowską, kolportowała podziemne czasopisma.
Po wojnie w latach 1945–1948 pełniła funkcję kierowniczki referatu drużyn (programowego) w Komendzie Warszawskiej Chorągwi Harcerek, a od 1947 do 1948 roku drużynowej Drużyny Instruktorek Specjalności przy Komendzie Chorągwi, oraz drużynowej 30. Warszawskiej Żeńskiej Drużyny Harcerskiej w Instytucie Głuchoniemych i Ociemniałych. Jako przedwojenna instruktorka została w 1949 usunięta z harcerstwa. Ponownie w ZHP, od 1957 w składzie Komendy Chorągwi Warszawskiej ZHP, w okresie 1958–1959 była zastępczynią komendanta, w 1959–1960 komendantką Chorągwi Warszawskiej ZHP, a od 1960 do 1967 kierownikiem Ośrodka Badań Głównej Kwatery ZHP. W latach 1958–1968 była członkinią Naczelnej Rady Harcerskiej, a w 1961–1964 członkinią Głównej Kwatery Harcerstwa. W 1967 roku otrzymała stopień harcmistrza Polski Ludowej.
Od 1945 roku pracowała w poradni psychologicznej, kierowanej przez dr Alinę Szemińską. Po ukończeniu studiów psychologicznych na Uniwersytecie Warszawskim pracowała od 1952 w Instytucie Badań Pedagogicznych Ministerstwa Oświaty oraz związała się z Katedrą Psychologii Wychowawczej UW, w której w 1958 podjęła stałą pracę na etacie adiunkta. W 1962 roku uzyskała stopień doktora, w 1968 doktora habilitowanego. W 1980 roku została profesorem nadzwyczajnym a następnie (1990) profesorem zwyczajnym.
Zajmowała się m.in. zagadnieniami poradnictwa zawodowego i profilaktyki trudności w nauce. W 1968 zorganizowała w Instytucie Psychologii Zespół do Badań Psychologicznych Mechanizmów Wychowania, a w latach 80. – Katedrę Psychologii Wychowawczej, którą kierowała. Pełniła funkcję prodziekana Wydziału Psychologii UW. Była koordynatorką programów badawczych z zakresu psychologii, aktywną badaczką i popularyzatorką psychologii wychowawczej, orędowniczką praw dziecka.
Jest autorką wielu publikacji naukowych dotyczących problematyki zainteresowań dzieci i młodzieży, ich aktywności społecznej i intelektualnej, publikacji harcerskich, oraz wierszy. Prace swe publikowała również po przejściu na emeryturę. Opublikowała m.in. unikatowy dokument z dziejów rodu Feldblumów – polskich Żydów z Krakowa oraz kontrowersyjne opracowanie biograficzne o lewicowej instruktorce, naczelniczce harcerek propagującej zerwanie ze światowym skautingiem i przyjmowanie wzorców pionierskich – Wiktorii Dewitzowej.
Pochowana została na cmentarzu Północnym na Wólce Węglowej w Warszawie.

## Zainteresowania naukowe
Zainteresowania naukowe Antoniny Guryckiej koncentrowały się wokół zagadnień związanych z psychologią wychowania, procesami wychowania w szkole oraz poza szkołą, problemami zainteresowań, światopoglądu i aktywności społecznej oraz zastosowaniem psychologii w edukacji.
Wybrane publikacje
- Dzieci bierne społecznie, 1970
- Przeciw nudzie. O aktywności, 1977
- Rozwój i kształtowanie zainteresowań, 1978
- Błąd w wychowaniu, 1990
- Światopogląd młodzieży, 1991
- A skąd pan właściwie jest...? (wspólnie z Igo Feldblumem), Warszawa: Wydawnictwo Nowy Świat 2004
- Reprezentacja świata w umysłach młodzieży. Geneza, Warszawa: PWP 1994
- O sztuce wychowania dla wychowawców i nauczycieli, Warszawa: Wydawnictwa 1997
- Jak ludzie spostrzegają swój świat? Warszawa: Wydawnictwo Akademickie „Żak” 1998
- Nigdy nie wiadomo, Warszawa: WIP PAN 2001
- Korczakowskie inspiracje…, Warszawa: Wydawnictwo Naukowe Scholar 2002
- Mój świat zatopiony w wierszach, Warszawa: Wydawnictwo NOWY ŚWIAT 2003
- Trawnik urodzinowy, Warszawa: Wydawnictwo NOWY ŚWIAT, 2005
- Tucha. Opowieść o Wiktorii Dewitzowej[4], Warszawa: Horyzonty-Wydawnictwo Harcerskie 2006.